# Колесников, Андрей Андреевич
Андрей Андреевич Колесников (род. 23 февраля 1918, Пржевальск, Кыргызстан) — кинооператор, Заслуженный деятель искусства Казахской ССР (1971), член Союза кинематографистов СССР (1968). Участник Великой Отечественной войны.

## Биография
С 1937 оператор Алматинской студии кинохроники (ныне «Казахфильм»).
Снимал хроникально-документальные фильмы: «Битва за казахстанский миллиард» (1956), «Праздник искусств Казахстана в Москве» (1962), «Неделя казахского искусства в Москве» (1964), «День Победы» (1965), «Декада литературы и искусства в Армении» (1967), «Большой Капчагай» (1969), «Медео. Дни и ночи мужества» (1973), «Слово о Мухтаре Ауэзове» (1978), «Праздник братства народов» (1983).
Режиссер-оператор и сценарист фильмов « Большая химия» (1963), «Семипалатинску — 250 лет» (1967), «Жемчужина Семиречья» (1968), «Овцеводство Казахстана» (1974), «Встреча с Индией» (1978).
Награжден орденом Отечественной войны 1-й и 2-й степеней, медалями («За трудовое отличие» — 3 января 1959).